# Mouvement des citoyens conscients
Le Mouvement des citoyens conscients (en anglais : Concerned Citizens' Movement abrégé CCM) est un parti politique à Saint-Christophe-et-Niévès. Il est créé en 1987 et est actuellement dirigé par Mark Brantley (en).

## Résultats électoraux

### Élections législatives
| Année | Voix  | Rang  | Élus   | %  |
| ----- | ----- | ----- | ------ | -- |
| 1989  | 1 135 | 6,4   | 1 / 11 | 4e |
| 1993  | 2 100 | 10,9  | 2 / 11 | 3e |
| 1995  | 1 777 | 8,2   | 2 / 11 | 3e |
| 2000  | 1 901 | 8,7   | 2 / 11 | 3e |
| 2004  | 1 982 | 8,8   | 2 / 11 | 3e |
| 2010  | 2 860 | 11,0  | 2 / 11 | 3e |
| 2015  | 3 951 | 13,0  | 2 / 11 | 3e |
| 2020  | 3 510 | 12,58 | 3 / 11 | 4e |
| 2022  | 3 473 | 12,66 | 3 / 11 | 4e |